# Sven Hedenberg
Sven Johannes Hedenberg, född 17 februari 1888 i Göteborgs Kristine församling, död 21 november 1966 i Göteborgs Vasa församling, var en svensk psykiater.
Efter examen från Göteborgs handelsinstitut 1907 blev Hedenberg student vid Lunds universitet 1910, medicine kandidat där 1915, medicine licentiat i Stockholm 1921 och medicine doktor i Uppsala 1931. Han var extra läkare vid Stockholms hospital (Konradsberg) juni till september 1918, amanuens där juli 1920, vid Karolinska institutets psykiatriska klinik 1920–21, tillförordnad biträdande läkare vid Göteborgs hospital 1921–22 och assistentläkare vid Sahlgrenska sjukhuset i Göteborg januari till februari 1923. Han var e.o. hospitalsläkare av andra klassen vid Uppsala hospital och amanuens vid psykiatriska kliniken där 1923–24, biträdande läkare vid vårdhemmet Gibraltars sinnessjukavdelning i Göteborg 1925–32 och överläkare vid Lillhagens sjukhus 1933–53. Han var ordförande i Svenska psykiatriska föreningen 1943–44 och i Göteborgs läkaresällskap 1944. 